# Quai du Pré-aux-Loups
Le quai du Pré-aux-Loups est une voie publique de la commune de Rouen. En contrebas a été aménagée la promenade Éric-Tabarly.

## Situation et accès
Le quai du Pré-aux-Loups est situé à Rouen.
L'île Lacroix lui fait face, tandis que le pont Mathilde le coupe en surplomb. En aval de la Seine, le quai de Paris assure son prolongement, le quai de Lescure le précédant en amont (territoire des communes de Bonsecours et  d'Amfreville-la-Mi-Voie) et où le viaduc d'Eauplet se trouve visible.
S'y trouvent une des déchetteries de la Métropole et des entreprises de négoce de matériaux. Une usine d'incinération des ordures ménagères y fut construite en 1912.
Les pontons accueillent de nombreuses péniches.

## Origine du nom
Le quai prend la dénomination du bras de Seine éponyme : « Pré au Loup », qui le sépare de l'île Lacroix par le Nord.
Antérieurement, le « pré au Loup », ou « pré aux Loups », désigne une zone marécageuse du quartier Martainville. Un pré s'étendant des murailles de la ville à la Seine a été fieffé à un dénommé « Le Loup ».

## Historique
En mai 1782, Louis-Alexandre de Cessart présente un projet de « plan général des casernes du Pré aux Loups ».
Puis, le champ de mars de la caserne Martainville ayant conquis l'ancien marais, le toponyme est transféré à un « chantier de bois à brûler ».

## Bâtiments remarquables et lieux de mémoire
Tenants de l'École de Rouen, Charles Frechon (1856-1929), Albert Lebourg (1849-1928), Robert Antoine Pinchon (1886–1943) (notamment les vues sur le Pont aux Anglais) ou bien Albert Malet (1902-1986), ont reproduit le Pré aux Loups.

### Références

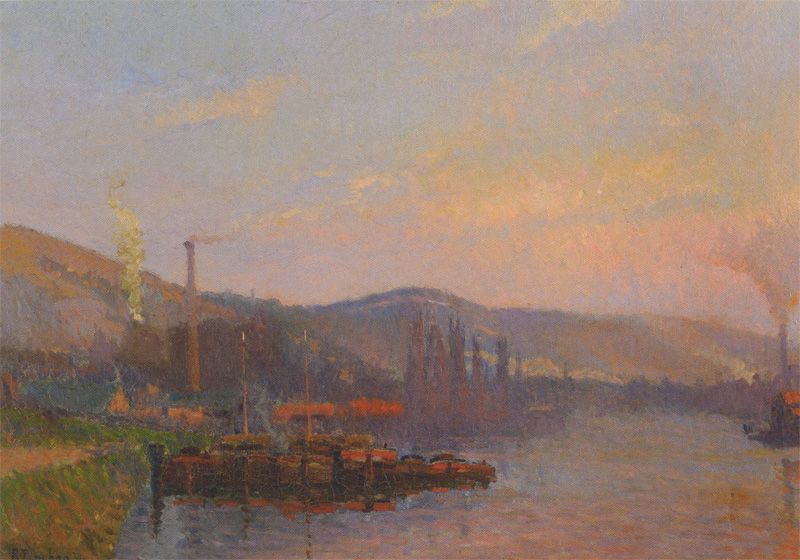
Le Pré-aux-Loups, soleil couchant, R. A. Pinchon, 1904.